# Socha svatého Vojtěcha (Kbely)
Socha svatého Vojtěcha ve Kbelích v Praze se nachází při ulici Vrchlabská na západní straně parku v místech návsi. Je chráněna jako nemovitá kulturní památka České republiky.

## Historie
Socha svatého Vojtěcha je datovaná lety 1750–1755. Autorství se připisuje sochařovi Janu Antonínovi Quitainerovi.

## Popis
Kompozice sochy je ovlivněna plastikou svatého Vojtěcha od Ferdinanda Maxmiliána Brokofa na Karlově mostě.
Socha stojí na vysokém zaobleném podstavci s profilovanou patkou a římsovou hlavicí. Čelní strana hlavice je uprostřed segmentově zdvižena a ozdobena kamennou mušlí. Postava světce má esovitě prohnuté tělo s mírně vykročenou levou nohou. Je oděna do splývavého roucha, ramena a paže jsou kryty pláštěm, na hlavě má mitru. Světec je skloněn k pravému rameni, pravá paže je zdvižena. V levé ruce drží zavřenou knihu, opřenou spodním okrajem o levý bok těla.